# Starica (obwód astrachański)
Starica (ros. Старица) – wieś w Rosji, w obwodzie astrachańskim, w rejonie czernojarskim. W 2010 liczyła 2133 mieszkańców.